# Rakoszyce

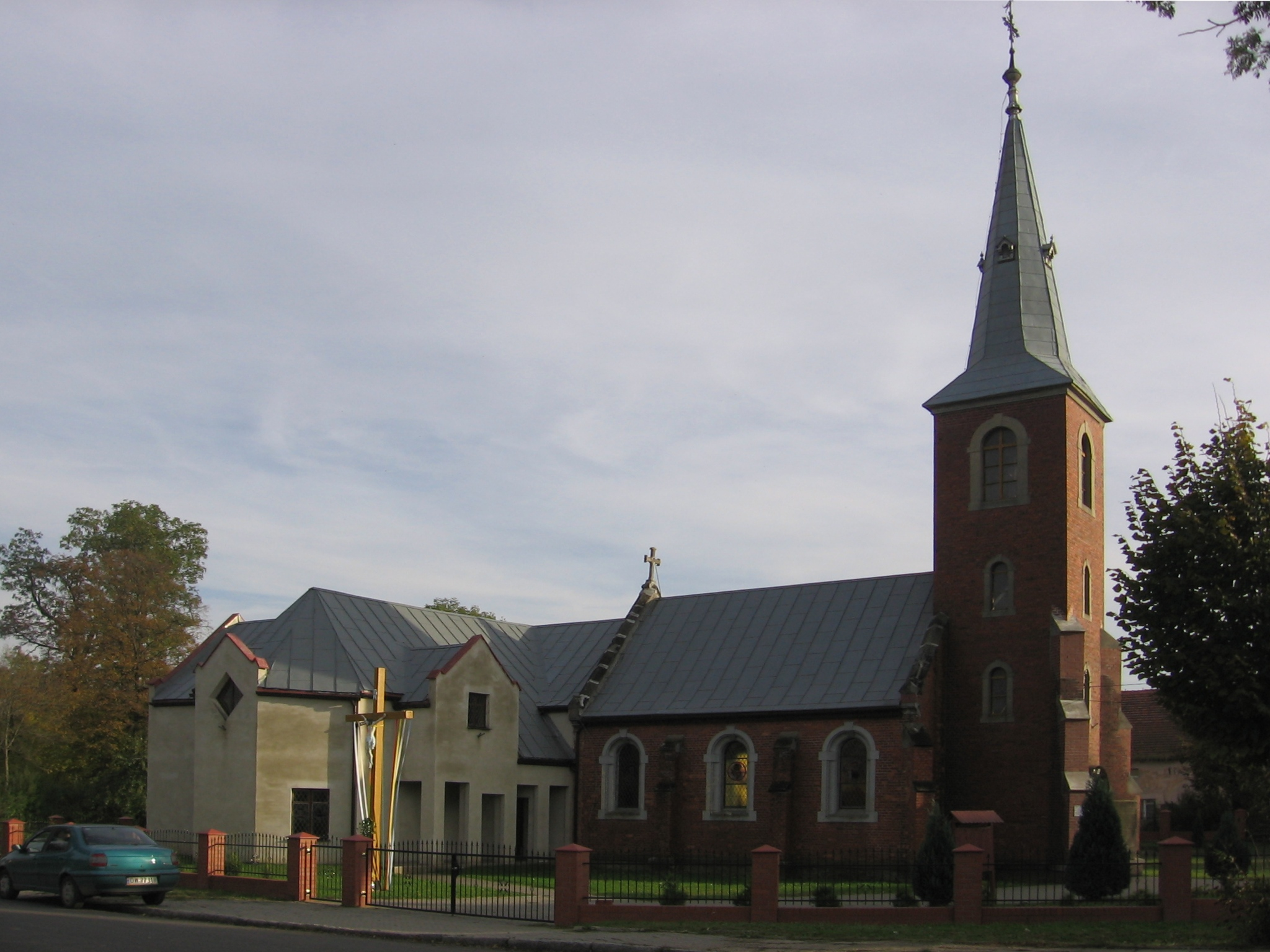
Kościół filialny św. Jana Nepomucena

Rakoszyce – wieś w Polsce położona w województwie dolnośląskim, w powiecie średzkim, w gminie Środa Śląska.

## Podział administracyjny
Do roku 1945 znajdowała się w granicach Rzeszy Niemieckiej pod nazwą Rackschütz. W latach 1945–1954 siedziba gminy Rakoszyce. W 1954-1959 w gromadzie Kryniczno, następnie w latach 1960-1972 wieś należała i była siedzibą władz gromady Rakoszyce. W latach 1975–1998 miejscowość administracyjnie należała do województwa wrocławskiego. 

## Demografia
Według danych z 1 stycznia 2010 r. wieś liczyła 773 mieszkańców. Według Narodowego Spisu Powszechnego (III 2011 r.) liczyła ich 740.

## Historia
Wieś założona prawdopodobnie około 1307 r. – na początku XIV wieku przez rycerza Radakę. Przynależność terytorialna zmieniała się wraz z przynależnością całego Dolnego Śląska.
Na terenie wsi znaleziono szczątki mamuta stepowego i kilku mamutów włochatych. Jest to jedno z zaledwie czterech otwartych stanowisk na Śląsku, w których odnaleziono skamieniałości mamuta stepowego. W 2022 roku w południowej części wsi powstał market Dino.

## Zabytki
Do wojewódzkiego rejestru zabytków wpisany jest:
- park pałacowy z początku XIX w.
- kamienny krzyż pokutny z XIV-XVI w., na cmentarzu ewangelickim, nr rej.: B/282/474 z 10.04.1982

Inne zabytki:
- pałac (Schloss Rackschuetz) z XIX w., nad półkoliście zamkniętym wejściem herb Dobschutzów[6], a nad bramą wjazdową do folwarku herb von Stösser[7]
- kościół św. Jana Nepomucena w Rakoszycach, filialny.

## W literaturze
Rakoszyce były wzmiankowane w powieści Boży bojownicy Andrzeja Sapkowskiego, ale także w książce Od jutra Barbary Stanisławczyk.